# Opaskwayak Cree Nation 21E
Opaskwayak Cree Nation 21E är ett reservat i Kanada.   Det ligger i provinsen Manitoba, i den centrala delen av landet, 2 100 km väster om huvudstaden Ottawa. Opaskwayak Cree Nation 21E ligger vid sjön Reader Lake.
I omgivningarna runt Opaskwayak Cree Nation 21E växer i huvudsak blandskog. Runt Opaskwayak Cree Nation 21E är det ganska tätbefolkat, med 172 invånare per kvadratkilometer.